# Andrii Himici
Andrii Himici (n. 14 decembrie 1937, Makiivka, Raionul Varva, RSS Ucraineană, URSS) este un antrenor și fost canoist ce a reprezentat Uniunea Republicilor Sovietice Socialiste, medaliat olimpic. A participat la o ediție a Jocurilor Olimpice (1964) în care a câștigat o medalie de aur.

## Participări
Lista de mai jos prezintă principalele competiții la care a participat Andrii Himici de-a lungul carierei.
- canoeing at the 1964 Summer Olympics – men's C-2 1000 metres[*]